# Bugre
Bugre – miasto i gmina w Brazylii, w stanie Minas Gerais. Znajduje się w mikroregionie Caratinga.